# Johann Ulrich Gottlieb von Schäffer

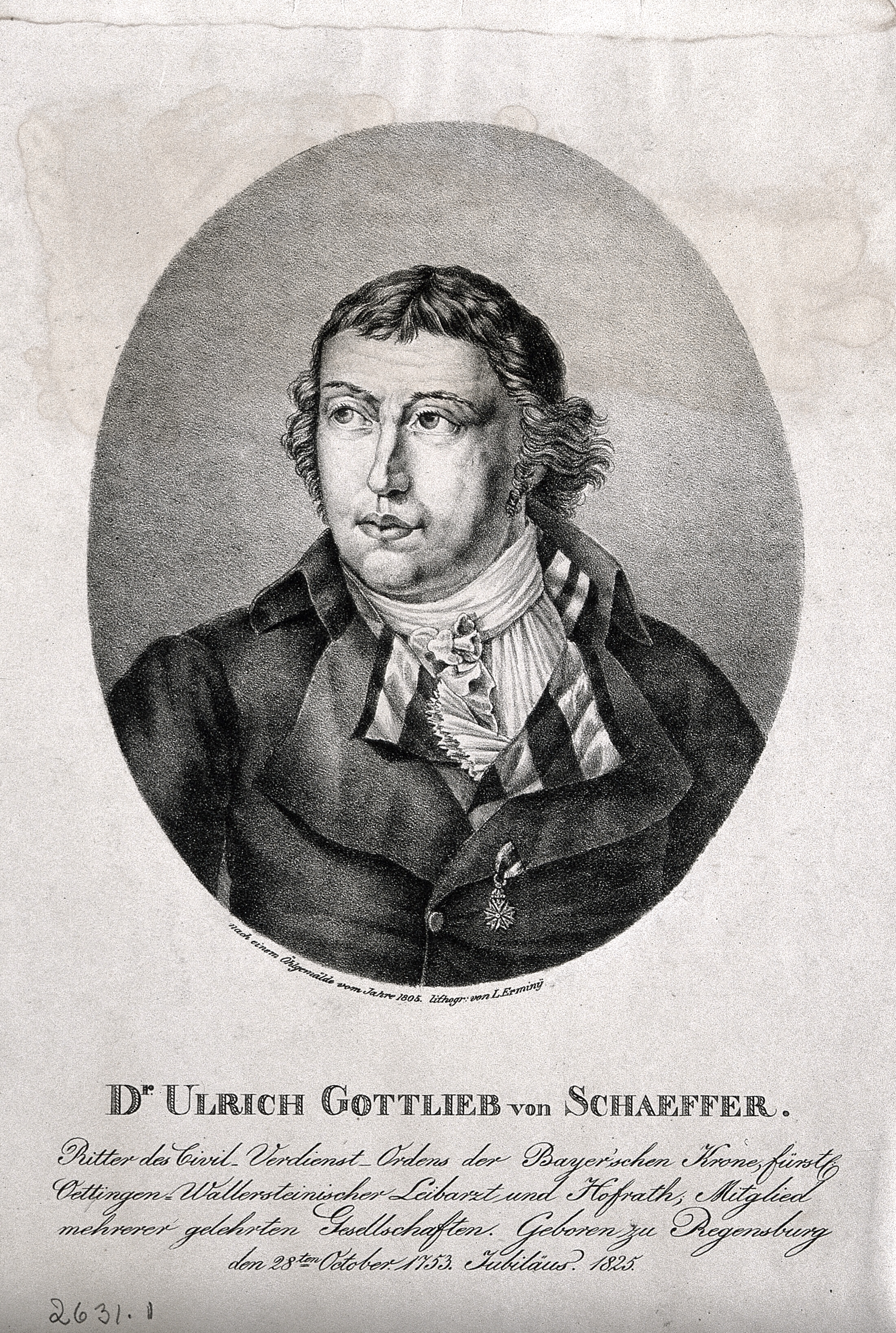

Johann Ulrich Gottlieb Schäffer, ab 1824 Ritter von Schäffer (auch Gottlob; * 20. September 1753 in Regensburg; † 14. August 1829 ebenda), war ein deutscher Arzt.

## Leben
Schäffer besuchte das evangelische Gymnasium poeticum in Regensburg und hörte zugleich bereits bei seinem Vater Johann Gottlieb Schaeffer erste medizinische Vorlesungen. Er ging 1773 an die Universität Erlangen, an der er wie sein Vater Philosophie und Medizin studierte. Mit der Dissertation Fetus cum matre per nervos commercium wurde er dort 1775 zum Dr. med. promoviert. Es folgte eine Studienreise an die Straßburger Universität, wo sein Bruder Jacob Christian Gottlieb von Schäffer zum Mediziner ausgebildet worden war, sowie eine Reise in die Schweiz.
Schäffer kehrte im Oktober 1776 nach Regensburg zurück, ließ sich dort als praktischer Arzt nieder und war in der Ausbildung der Hebammen tätig. 1777 wurde er Hofmedicus bei den Fürsten von Oettingen-Wallerstein. 1778 wurde er als Hofrat deren Leibarzt und wurde zudem zu deren Landphysicus berufen. 1786 wechselte er als Leibarzt, Landphysikus und Hofrat zu den Grafen von Oettingen-Baldern. Er wollte jedoch zurück in seine Heimatstadt und bekam 1787 dazu auch die Erlaubnis, sollte jedoch den Grafen weiterhin jederzeit als Mediziner zur Verfügung stehen.
Schäffer ließ sich 1788 in Regensburg wieder als praktischer Arzt nieder und erfreute sich nicht nur bei der Bevölkerung der Stadt großer Beliebtheit. Auch die hohen Gesandten am Immerwährenden Reichstag, suchten regelmäßig bei ihm Rat. Darüber hinaus begleitete er diverse Herrschaften auf Reisen. 1804 wurde er in Regensburg vom neuen Landesherren Karl Theodor von Dalberg zum Sanitätsrat ernannt und 1806 zum Geheimen Hofrat.
Alle Kinder aus seiner Ehe mit Christine Elisabeth Ritter, der Tochter des Stadtkämmerers Ritter waren Töchter und deshalb adoptierte er 1821 seinen Enkel Gottlieb August Wilhelm Herrich, der dann als bekannter Naturforscher den Doppelnamen Gottlieb August Herrich-Schäffer führte. Die Familie bewohnte das Liskircherhaus in der Unteren Bachgasse Nr.10.
1815 berief man Schäffer nach Straubing, um dort die Typhusepidemie zu bekämpfen.
Schäffer war Mitglied in diversen Akademien und Gesellschaften, so bei der Physikalisch-medicinischen Societät zu Erlangen, beim Institut der Moral und der schönen Wissenschaften und bei der Medicinisch-chirurgischen Gesellschaft zu Berlin. 1824 erhielt er den Civil-Verdienst-Orden der Bayerischen Krone und wurde damit in den persönlichen Adelstand erhoben.

## Publikationen (Auswahl)
- Fetus cum matre per nervos commercium, Erlangen, Walter 1775.
- Versuche aus der theoretischen Arzneykunde
  - Band 1: Ueber Bewegung und Mischung der Säfte, Grattenauer, Nürnberg 1782.
  - Band 2: Ueber Nerven, und einen Theil ihrer Krankheiten, Grattenauer, Nürnberg 1784.
- Entwurf über Unpäßlichkeit und Krankheits-Keime, Gebhard und Körber, Frankfurt am Main 1802.
- Versuch eines Vereines der Theorie und Praxis in der Heilkunst oder einer theoretischen Grundlage für die medicinische Praxis, 3 Bände, Reimer, Berlin 1817–1826.